# Antonín Kollert
Antonín Kollert (18. dubna 1907 Horní Radechová – 2. října 1942 Berlín) byl český pojišťovací matematik a člen protinacistického odboje. Maturoval na reálném gymnáziu v Náchodě a v roce 1929 vykonal státní zkoušku z pojistné matematiky na pražské technice. Byl pak žákem profesora E. Schoenbauma na univerzitě, kde na základě disertace o teorii rizika získal v roce 1931 doktorát přírodních věd. Pracoval jako tajemník matematického oddělení pojišťovny u pojišťovny Praha. Přitom vystudoval právo a v roce 1938 získal doktorát právních a státních věd. Byl členem výboru Spolku československých pojistných techniků.

## Odboj
Od 1937 byl členem Československé strany lidové, později také členem agrární strany. Od prosince 1939 náležel k spolku Sokol.
Antonín Kollert se podílel na odbojové skupině okolo Josefa Jošta, především na ilegální pomoci v útěku bývalých příslušníků československé armády do zahraničí, kterou zčásti sám financoval. V lednu 1940 byl zatčen jako člen odbojové organizace Obrana národa. 24. dubna 1942 byl odsouzen Lidovým soudním dvorem k trestu smrti za přípravu k velezradě a napomáhání nepříteli a popraven ve vězení Berlin-Plötzensee s třemi dalšími.
Je jednou z obětí připomenutých pamětní deskou na Hanspaulce v Praze.